# Euromonedero
Los euromonederos o monederos euro son bolsas selladas que contienen monedas de euro de las ocho denominaciones. El objetivo principal de los euromonederos era el de familiarizar a los ciudadanos de los países que iban a adoptar el euro como moneda oficial. Otro objetivo era tener preparadas las cajas registradoras antes de que el euro pasara a ser de curso legal. Generalmente se podían adquirir en los bancos algunas semanas antes del cambio de moneda.
Hay principalmente dos tipos de euromonederos: uno estaba pensado para el gran público y el otro para empresas, siendo la diferencia el número de monedas por bolsa. Los euromonederos para empresas contienen generalmente 100 euros o más en monedas, que suelen estar presentadas en rollos, mientras que los euromonederos para el gran público contienen una pequeña cantidad de monedas.

## Alemania

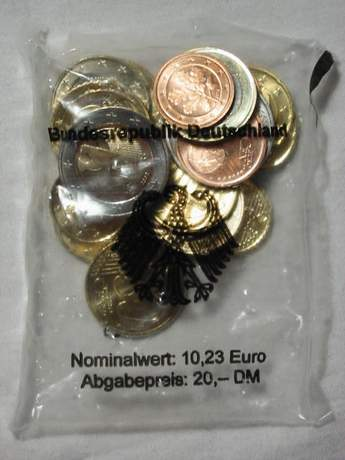
Euromonedero alemán.

En Alemania, cada euromonedero contenía 20 monedas por un total de 10,23 €, equivalentes a 20,01 marcos alemanes. Fueron distribuidos el 17 de diciembre de 2001. Hay cinco tipos de euromonederos, uno por cada ceca (A, D, F, G y J). Esta es la tirada de euromonederos de cada ceca:
- A : 12 100 000 unidades
- D : 11 600 000 unidades
- F : 12 100 000 unidades
- G : 8 100 000 unidades
- J : 9 600 000 unidades

## Austria
Los euromonederos austriacos estaban disponibles el 15 de diciembre de 2001. El euromonedero para el gran público contenía 14,54 € (200,07 ATS, aunque se redondeaba al precio de 200 ATS). El euromonedero para empresas, por otra parte, estaba disponible mucho antes, a partir del 1 de septiembre de 2001, y contenía 145 € en monedas de euro austriacas. La tirada fue, respectivamente, de 6 millones y 750.000 unidades.

## Bélgica
Los euromonederos belgas se vendieron por 500 francos belgas.

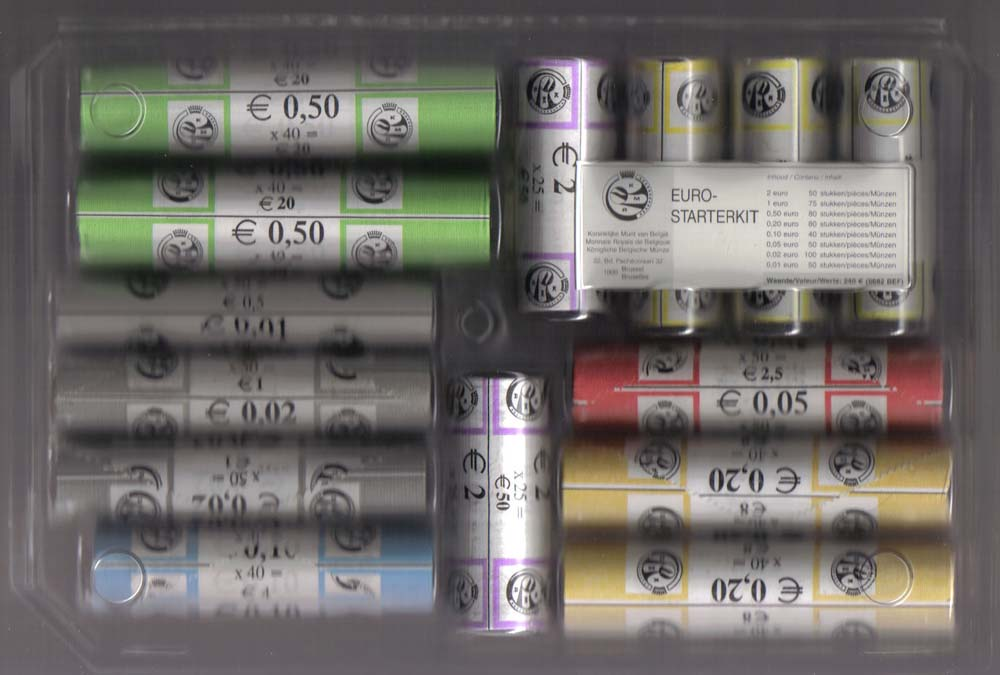
Euromonedero belga para empresas.

## Chipre
Chipre y Malta se incorporaron a la eurozona el 1 de enero de 2008. El 3 de diciembre de 2007, el Banco Central de Chipre emitió euromonederos para el gran público y para empresas.
Se distribuyeron 40.000 euromonederos para empresas, con un valor de 172 euros cada uno, pero solo se vendieron 22 000. Como estas bolsas contenían rollos de monedas, las que quedaron sin vender podían ser fácilmente aprovechadas por las entidades bancarias una vez se hizo efectivo el cambio al euro. También se distribuyeron 250.000 euromonederos para el gran público, con un valor de 17,09 € (10 CYP), de los que se vendieron unos 189.000. Según el Eurobarómetro, más del 70% de los ciudadanos que compraron uno de estos euromonederos lo abrió y utilizó las monedas, mientras que cerca del 20% se lo quedó sin abrir. Una vez Chipre adoptó el euro, los euromonederos no vendidos fueron exportados para satisfacer las necesidades de coleccionistas de monedas en el extranjero. 3,5 millones de euros chipriotas fueron exportados en las primeras tres semanas de enero.
| Euromonedero | 2,00 €               | 1,00 €                | 0,50 €                | 0,20 €                | 0,10 €                | 0,05 €                 | 0,02 €                 | 0,01 €                 | Valor facial | Fecha de emisión | Tirada  |
| ------------ | -------------------- | --------------------- | --------------------- | --------------------- | --------------------- | ---------------------- | ---------------------- | ---------------------- | ------------ | ---------------- | ------- |
| Empresas     | 1 rollo (25 monedas) | 2 rollos (50 monedas) | 2 rollos (80 monedas) | 2 rollos (80 monedas) | 2 rollos (80 monedas) | 2 rollos (100 monedas) | 2 rollos (100 monedas) | 2 rollos (100 monedas) | 172 €        | 3/12/2007        | 40 000  |
| Gran público | 3 monedas            | 5 monedas             | 7 monedas             | 8 monedas             | 5 monedas             | 6 monedas              | 6 monedas              | 7 monedas              | 17,09 €      | 3/12/2007        | 250 000 |

## Eslovaquia

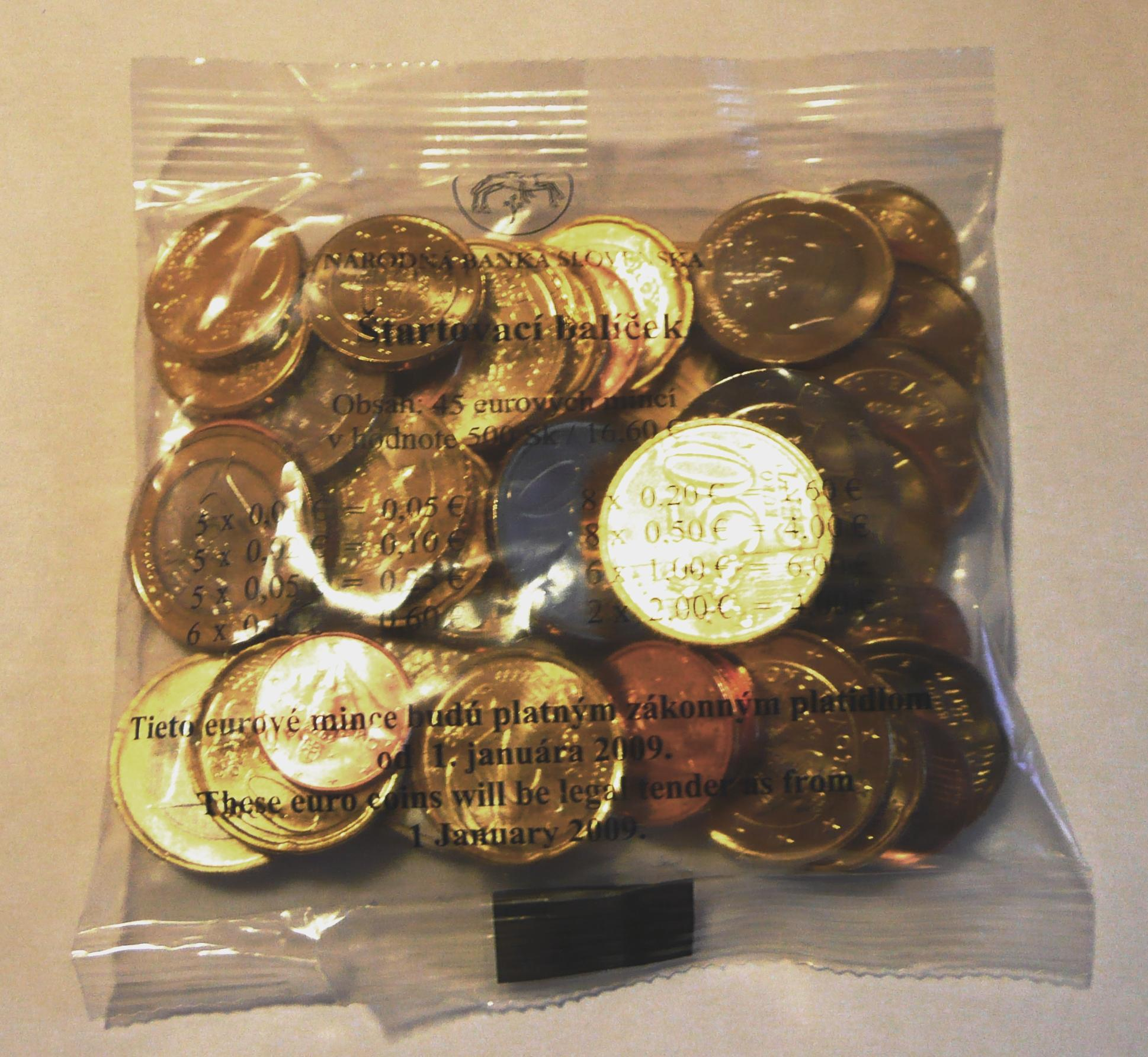
Euromonedero eslovaco.

Eslovaquia se incorporó a la eurozona el 1 de enero de 2009. Como parte de la preparación para el cambio de moneda, Eslovaquia emitió 1,2 millones de euromonederos para el gran público el 1 de diciembre de 2008, con 16,60 € en monedas (500,09 SKK, redondeado a 500). Los euromonederos se podían adquirir en oficinas de Correos, bancos comerciales locales y el Banco Nacional de Eslovaquia. Se vendió casi el 90% de euromonederos eslovacos en los primeros cinco días.
| Euromonedero | 2,00 €    | 1,00 €    | 0,50 €    | 0,20 €    | 0,10 €    | 0,05 €    | 0,02 €    | 0,01 €    | Valor facial | Fecha de emisión | Tirada    |
| ------------ | --------- | --------- | --------- | --------- | --------- | --------- | --------- | --------- | ------------ | ---------------- | --------- |
| Gran público | 2 monedas | 6 monedas | 8 monedas | 8 monedas | 6 monedas | 5 monedas | 5 monedas | 5 monedas | 16,60 €      | 1/12/2008        | 1 200 000 |

## Eslovenia
Eslovenia fue el primer país en unirse a la eurozona de los diez países que se incorporaron a la Unión Europea en 2004. El 1 de diciembre de 2006 los cajeros profesionales fueron los primeros que tuvieron acceso a las monedas eslovenas de euro en surtidos especiales. El 15 del mismo mes se distribuyeron otros euromonederos para el gran público, de los que hubo una tirada de 450 000 con 44 monedas cada uno, por un total de 12,52 € (3000 tolares eslovenos).
| Euromonedero          | 2,00 €               | 1,00 €                | 0,50 €                | 0,20 €                | 0,10 €                 | 0,05 €                 | 0,02 €                 | 0,01 €                 | Valor facial | Fecha de emisión | Tirada  |
| --------------------- | -------------------- | --------------------- | --------------------- | --------------------- | ---------------------- | ---------------------- | ---------------------- | ---------------------- | ------------ | ---------------- | ------- |
| Cajeros profesionales | 1 rollo (25 monedas) | 3 rollos (75 monedas) | 2 rollos (80 monedas) | 2 rollos (80 monedas) | 3 rollos (120 monedas) | 2 rollos (100 monedas) | 2 rollos (100 monedas) | 2 rollos (100 monedas) | 201 €        | 1/12/2006        | 45 000  |
| Gran público          | 2 monedas            | 4 monedas             | 4 monedas             | 7 monedas             | 6 monedas              | 6 monedas              | 7 monedas              | 8 monedas              | 12,52 €      | 15/12/2006       | 450 000 |

## España

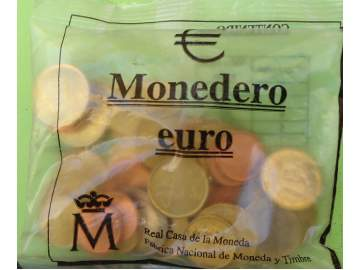
"Monedero Euro"

España fue uno de los primeros países en incorporarse a la eurozona. Los euromonederos españoles tienen un valor facial de 12,02 €, equivalentes a 1999,96 pesetas, aunque se vendieron por 2000 pesetas. Fueron emitidos el 15 de diciembre de 2001.
El 1 de septiembre de 2001 se emitieron euromonederos especiales para comerciantes, con un valor facial de 30,41 € (5060 pesetas).
| Euromonedero | 2,00 €    | 1,00 €    | 0,50 €    | 0,20 €    | 0,10 €    | 0,05 €    | 0,02 €    | 0,01 €    | Valor facial | Fecha de emisión | Tirada     |
| ------------ | --------- | --------- | --------- | --------- | --------- | --------- | --------- | --------- | ------------ | ---------------- | ---------- |
| Empresas     |           |           |           |           |           |           |           |           | 30,41 €      | 1/9/2001         | 3 500 000  |
| Gran público | 2 monedas | 2 monedas | 7 monedas | 7 monedas | 6 monedas | 6 monedas | 9 monedas | 4 monedas | 12,02 €      | 15/12/2001       | 23 000 000 |

## Finlandia

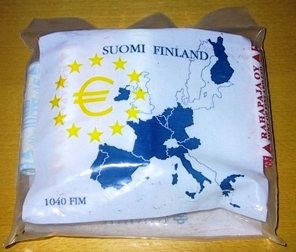
Euromonedero finlandés para empresas.

| Euromonedero | 2,00 €               | 1,00 €               | 0,50 €                 | 0,20 €                | 0,10 €                 | 0,05 €                 | 0,02 €   | 0,01 €   | Valor facial | Fecha de emisión | Tirada  |
| ------------ | -------------------- | -------------------- | ---------------------- | --------------------- | ---------------------- | ---------------------- | -------- | -------- | ------------ | ---------------- | ------- |
| Empresas     | 1 rollo (25 monedas) | 1 rollo (25 monedas) | 3 rollos (120 monedas) | 2 rollos (80 monedas) | 3 rollos (120 monedas) | 2 rollos (100 monedas) | -        | -        | 168,00 €     | 1/1/2002         | ?       |
| Gran público | 1 moneda             | 1 moneda             | 1 moneda               | 1 moneda              | 1 moneda               | 1 moneda               | 1 moneda | 1 moneda | 3,88 €       | 1/1/2002         | 500 000 |

## Francia
Francia fue uno de los primeros países en adoptar el euro, y sus euromonederos estuvieron disponibles a partir del 14 de diciembre de 2001. El precio nominal fue de 100 francos franceses, equivalentes a 15,25 euros. Los euromonederos incluyen monedas de los años 1999, 2000 y 2001.
| Euromonedero | 2,00 €    | 1,00 €    | 0,50 €    | 0,20 €    | 0,10 €    | 0,05 €    | 0,02 €    | 0,01 €    | Valor facial | Fecha de emisión | Tirada     |
| ------------ | --------- | --------- | --------- | --------- | --------- | --------- | --------- | --------- | ------------ | ---------------- | ---------- |
| Gran público | 4 monedas | 3 monedas | 4 monedas | 7 monedas | 4 monedas | 5 monedas | 7 monedas | 6 monedas | 15,25 €      | 14/12/2001       | 53 000 000 |

## Irlanda
Irlanda emitió 750.000 euromonederos el 14 de diciembre de 2001. Cada uno contiene 18 monedas por un valor total de 6,35 € (5 libras irlandesas), con la siguiente distribución 
- 2,00 € x 1
- 1,00 € x 2
- 0,50 € x 2
- 0,20 € x 4
- 0,10 € x 4
- 0,05 € x 2
- 0,02 € x 1
- 0,01 € x 3

## Italia
Italia emitió 30 millones de euromonederos, con un valor facial de 12,91 € (25 000 liras italianas). Las bolsas se presentan en dos variantes: una lleva texto impreso y la otra no.

## Luxemburgo
Exceptuando el texto impreso en la bolsa y las distintas caras nacionales de las monedas, los euromonederos luxemburgueses eran iguales que los belgas, al pertenecer estos dos países a una unión monetaria preexistente. Cada euromonedero contiene 500 francos luxemburgueses en moneda de euro.

## Malta
Las primeras monedas de euro maltesas se distribuyeron el 1 de diciembre de 2007 con un contenido de 131 € para empresas. Los euromonederos para el gran público, con 11,65 €, se distribuyeron el 10 de diciembre de 2007. La tirada fue, respectivamente, de 33.000 y 330 000 bolsas. Se vendieron todos los euromonederos para empresas.
| Euromonedero | 2,00 €               | 1,00 €               | 0,50 €               | 0,20 €                | 0,10 €                 | 0,05 €                 | 0,02 €                 | 0,01 €                 | Valor facial | Fecha de emisión | Tirada  |
| ------------ | -------------------- | -------------------- | -------------------- | --------------------- | ---------------------- | ---------------------- | ---------------------- | ---------------------- | ------------ | ---------------- | ------- |
| Empresas     | 1 rollo (25 monedas) | 1 rollo (25 monedas) | 1 rollo (40 monedas) | 2 rollos (80 monedas) | 3 rollos (120 monedas) | 2 rollos (100 monedas) | 2 rollos (100 monedas) | 2 rollos (100 monedas) | 131 €        | 1/12/2007        | 33 000  |
| Gran público | 2 monedas            | 3 monedas            | 5 monedas            | 6 monedas             | 6 monedas              | 5 monedas              | 3 monedas              | 4 monedas              | 11,65 €      | 10/12/2007       | 330 000 |

## Mónaco
Aunque Mónaco no es un país miembro de la Unión Europea, adoptó el euro en 1999. Esto se debe a que Mónaco nunca ha tenido su propia divisa y utilizaba en lugar la francesa, por lo que, cuando Francia adoptó el euro, Mónaco tuvo que hacer lo mismo. La UE tiene un acuerdo especial con Mónaco que permite a dicho país acuñar un número limitado de monedas de euro. A finales de 2001, Mónaco emitió 51 200 euromonederos con un precio nominal de 15,25 € (100 francos), sin embargo, se cotizan actualmente en webs comerciales a más de 600 €.

## Países Bajos

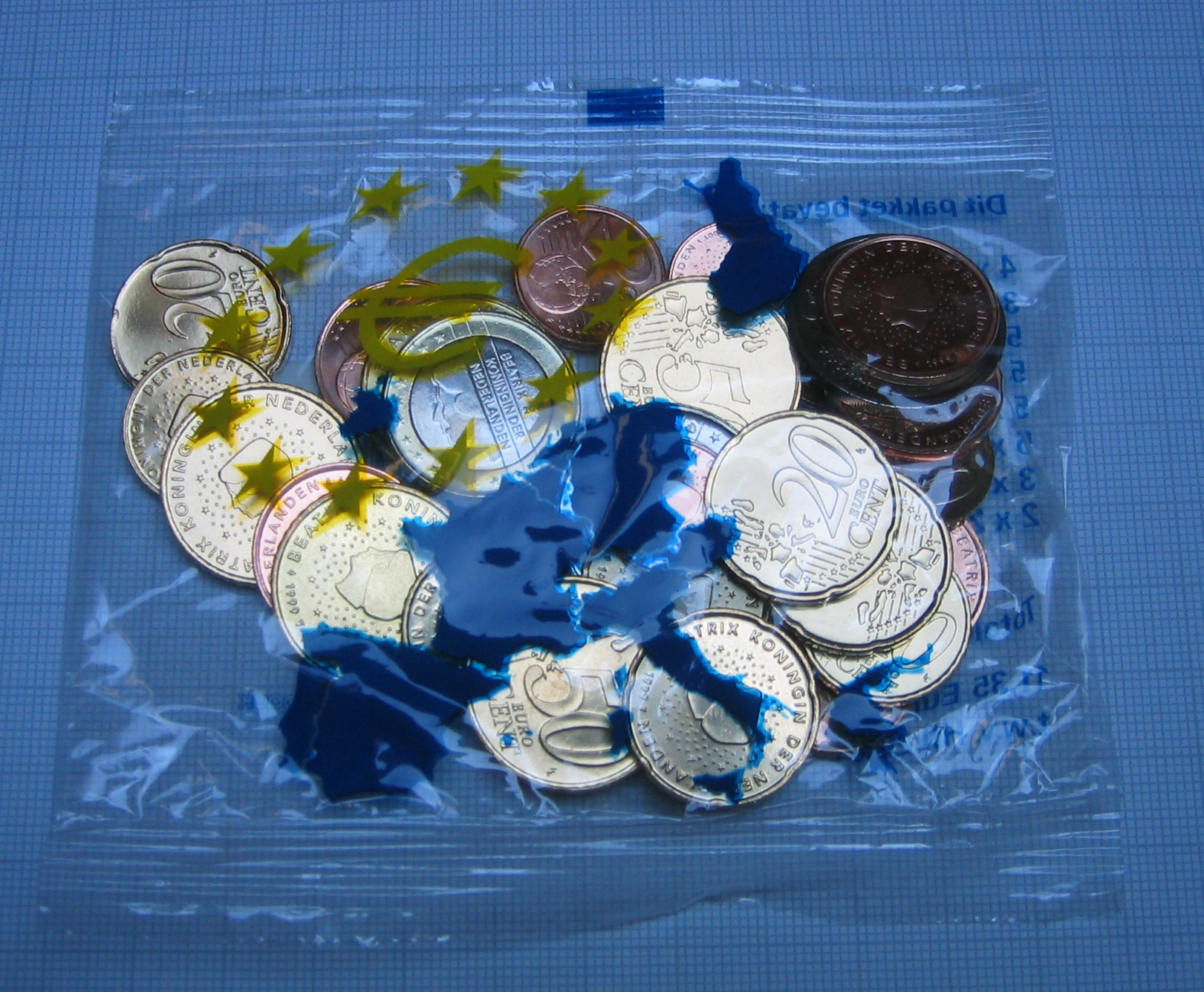
Euromonedero neerlandés.

Los Países Bajos emitieron dos tipos de euromonedero. Uno de ellos contenía una moneda de cada valor, y fue distribuido en una tarjeta de forma gratuita a los ciudadanos neerlandeses. El otro tipo podía ser adquirido, y contenía una mayor cantidad de monedas con el fin de que los ciudadanos se familiarizasen con ellas.

## Portugal
El 17 de diciembre de 2001 se pusieron a disposición de los portugueses un millón de euromonederos con un valor de 2005 escudos portugueses (10 euros). El 1 de septiembre se distribuyeron euromonederos para empresas con 250 euros en monedas.

## San Marino
San Marino en 2002 fue uno de los países no miembros de la UE que adoptaron el euro. Entre todos los países que cambiaron al euro, San Marino fue el único que no emitió bolsas con monedas de euro.

## Vaticano
El país independiente más pequeño del mundo emitió mil euromonederos el 1 de marzo de 2002. Fue el único país que emitió euromonederos bien entrado el euro, por lo que se han convertido en artículos de coleccionista. Cada bolsa contiene ocho monedas con el rostro del papa Juan Pablo II, una de cada denominación, por tanto, su valor facial es de 3,88 euros. Aunque estas bolsas se distribuyeron libre de costo, se cotizan a un precio significativo. Con sólo mil ejemplares, este es el euromonedero más raro de todos.
En 2008, sorprendentemente, el Vaticano emitió otros 6.400 euromonederos con el rostro de Benedicto XVI. De nuevo, cada bolsa contiene ocho monedas, una de cada denominación, y se distribuyó a los habitantes y trabajadores del Vaticano de forma gratuita.
| Euromonedero               | 2,00 €   | 1,00 €   | 0,50 €   | 0,20 €   | 0,10 €   | 0,05 €   | 0,02 €   | 0,01 €   | Valor facial | Fecha de emisión | Tirada |
| -------------------------- | -------- | -------- | -------- | -------- | -------- | -------- | -------- | -------- | ------------ | ---------------- | ------ |
| Euromonedero vaticano 2002 | 1 moneda | 1 moneda | 1 moneda | 1 moneda | 1 moneda | 1 moneda | 1 moneda | 1 moneda | 3,88 €       | 01/03/2001       | 1000   |
| Euromonedero vaticano 2008 | 1 moneda | 1 moneda | 1 moneda | 1 moneda | 1 moneda | 1 moneda | 1 moneda | 1 moneda | 3,88 €       | ?/?/2008         | 6400   |

## Resumen
Euromonedero para el gran público
| País          | Monedas | 2€ | 1€ | 50 | 20 | 10 | 5  | 2  | 1  | Valor facial | Valor facial | Tirada     |
| Alemania      | 20      | 2  | 3  | 4  | 4  | 3  | 2  | 1  | 1  | 10,23 €      | 20 DEM       | 53 542 150 |
| Austria       | 33      | 4  | 4  | 2  | 3  | 6  | 4  | 4  | 6  | 14,54 €      | 200 ATS      | 6 000 000  |
| Bélgica       | 29      | 2  | 5  | 4  | 3  | 5  | 4  | 4  | 2  | 12,40 €      | 500 BEF      | 5 300 000  |
| Chipre        | 47      | 3  | 5  | 7  | 8  | 5  | 6  | 6  | 7  | 17,09 €      | 10 CYP       | 250 000    |
| Eslovaquia    | 45      | 2  | 6  | 8  | 8  | 6  | 5  | 5  | 5  | 16,60 €      | 500 SKK      | 1 200 000  |
| Eslovenia     | 44      | 2  | 4  | 4  | 7  | 6  | 6  | 7  | 8  | 12,52 €      | 3000 SIT     | 450 000    |
| España        | 43      | 2  | 2  | 7  | 7  | 6  | 6  | 9  | 4  | 12,02 €      | 2000 ESP     | 23 000 000 |
| Finlandia     | 8       | 1  | 1  | 1  | 1  | 1  | 1  | 1  | 1  | 3,88 €       | 23 FIM       | 500 000    |
| Francia       | 40      | 4  | 3  | 4  | 7  | 4  | 5  | 7  | 6  | 15,25 €      | 100 FRF      | 53 000 000 |
| Grecia        | 45      | 2  | 5  | 6  | 7  | 8  | 6  | 6  | 5  | 14,67 €      | 5000 GRD     | 3 000 000  |
| Irlanda       | 19      | 1  | 2  | 2  | 4  | 4  | 2  | 1  | 3  | 6,35 €       | 5 IEP        | 750 000    |
| Italia        | 53      | 2  | 4  | 5  | 5  | 6  | 10 | 10 | 11 | 12,91 €      | 25 000 ITL   | 30 000 000 |
| Luxemburgo    | 29      | 2  | 5  | 4  | 3  | 5  | 4  | 4  | 2  | 12,40 €      | 500 LUF      | 700 000    |
| Malta         | 34      | 2  | 3  | 5  | 6  | 6  | 5  | 3  | 4  | 11,65 €      | 5 MTL        | 330 000    |
| Mónaco        | 40      | 4  | 3  | 4  | 7  | 4  | 5  | 7  | 6  | 15,25 €      | 100 FRF      | 51 200     |
| Países Bajos  | 8       | 1  | 1  | 1  | 1  | 1  | 1  | 1  | 1  | 3,88 €       | Gratis       | 16 000 000 |
| Países Bajos  | 32      | 2  | 3  | 5  | 5  | 5  | 5  | 3  | 4  | 11,35 €      | 25 NLG       | 8 800 000  |
| Portugal      | 34      | 2  | 2  | 4  | 5  | 6  | 5  | 5  | 5  | 10 €         | 2005 PTE     | 1 000 000  |
| Vaticano 2002 | 8       | 1  | 1  | 1  | 1  | 1  | 1  | 1  | 1  | 3,88 €       | Gratis       | 1000       |
| Vaticano 2008 | 8       | 1  | 1  | 1  | 1  | 1  | 1  | 1  | 1  | 3,88 €       | Gratis       | 6400       |

Euromonederos para empresas
| País      | Monedas | 2€ | 1€ | 50 | 20 | 10 | 5 | 2 | 1 | Valor facial | Valor facial | Tirada    |
| Chipre    | 15      | 1  | 2  | 2  | 2  | 2  | 2 | 2 | 2 | 172 €        | 100,67 CYP   | 40 000    |
| Eslovenia | 17      | 1  | 3  | 2  | 2  | 3  | 2 | 2 | 2 | 201 €        | 48 167 SIT   | 45 000    |
| España    | ?       | ?  | ?  | ?  | ?  | ?  | ? | ? | ? | 30,41 €      | 5060 ESP     | 3 500 000 |
| Finlandia | 12      | 1  | 1  | 3  | 2  | 3  | 2 | - | - | 168 €        | 1040 FIM     | ?         |
| Malta     | 14      | 1  | 1  | 1  | 2  | 3  | 2 | 2 | 2 | 131 €        | 56,24 MTL    | 33 000    |
| Portugal  | ?       | ?  | ?  | ?  | ?  | ?  | ? | ? | ? | 250 €        | ? PTE        | ?         |